# Maciek Miereczko
Maciek Miereczko (polnisch Maciej Miereczko, * 14. September 1979 in Polen) ist ein deutsch-polnischer Langstreckenläufer.

## Leben
Maciek Miereczko wuchs in Polen auf und begann nach der Grundschulzeit mit dem Laufsport. Während eines Sportstipendiums an der privaten Hochschule Harding University in Arkansas (USA) fokussierte er sich auf den Marathonlauf. Sein Marathondebüt lief er im Dezember 2004 beim St. Jude Memphis Marathon, Memphis, Tennessee, in einer Zeit von 2:24:08 h, seinen zweiten Marathon im Februar 2006 lief er in bis heute persönlicher Bestzeit von 2:14:16 h in Austin, Texas beim Austin Marathon. Mit BBA- und MBA-Abschluss kehrte Maciek Miereczko nach fünf Jahren nach Europa zurück und wohnt seit 2007 mit seiner Familie im rheinländischen Erftstadt. In Polen startete er für den Verein LKS Vectra DGS Włocławek.
In Deutschland startete Maciek Miereczko zunächst für den TV Refrath, später zwei Jahre für LAZ Puma Troisdorf/Siegburg und ab 2011 für den Förderverein Citylauf Erftstadt. 2014 kam es zum Bruch mit dem Förderverein des Citylaufs, nachdem Maciek Miereczko zum 1. Januar 2014 zum Rhein-Erft Multisport e. V. wechseln wollte. Wegen eines bis zum 30. November 2014 gültigen Kooperationsvertrags verhinderte sein alter Verein per einstweiliger Verfügung die Ausstellung des Startpasses und damit das Startrecht bei offiziellen Meisterschaften. So gewann Maciek Miereczko im Mai 2014 zwar den Ruhrmarathon, nicht jedoch die in diese Veranstaltung integrierten Westdeutschen Meisterschaften im Marathon. Der Vereinswechsel erfolgte schließlich zum 1. Januar 2015, nachdem sich Rhein-Erft Multisport e. V. zwischenzeitlich dem VFB Erftstadt als Abteilung angeschlossen hatte.
Bei den polnischen Meisterschaften im Marathonlauf 2009 in Dębno erreichte Maciek Miereczko in 2:17:01 h den dritten Platz. Mit dieser Leistung und mit seiner in Venlo (NLD) erzielten Halbmarathon-Zeit von 1:04:59 h belegte er jeweils den zweiten Platz in der deutschen Bestenliste 2009. Auch in den Folgejahren war er regelmäßig unter den Top 10 in der deutschen Bestenliste vertreten. Bei den deutschen Meisterschaften im Halbmarathon 2011 in Griesheim lief er mit 1:05:39 h auf den fünften Platz.
Beim Kassel-Marathon 2017 profitierte er von der Disqualifikation der fünf afrikanischen Athleten vor ihm, die bei Kilometer 19 vom Führungsfahrzeug fehlgeleitet worden waren, und sorgte so für den ersten nicht-afrikanischen Sieg seit der Erstaustragung 2007. Damit geriet er im Oktober 2017 überraschend bundesweit in die Schlagzeilen.
Maciek Miereczko besitzt seit Anfang 2017 die deutsche Staatsbürgerschaft, ist verheiratet und hat drei Töchter.

## Persönliche Bestzeiten
- 3000 m: 8:24,59 min, 2. Juni 2001, Biała Podlaska (POL)
- 5000 m: 14:18,34 min, 4. Juli 2008, Stettin (POL)
- 5-km-Straßenlauf: 14:22 min, 2004, Fayetteville (Arkansas, USA)
- 10.000 m: 30:12,87 min, 1. September 2001, Świecie (POL)
- 10-km-Straßenlauf: 29:32 min, 2005, Pomona (Kalifornien, USA)
- 15-km-Straßenlauf: 46:40 min, 16. November 2008, Nijmegen (NLD)
- Halbmarathon: 1:03:08 h, 29. Januar 2006, Austin (USA)
- 25-km-Straßenlauf: 1:19:56 h, 13. August 2006, Žebrák (CZE)
- Marathon: 2:14:16 h, 19. Februar 2006, Austin (USA)

## Sportliche Erfolge
| Datum/Jahr    | Rang | Wettbewerb                 | Austragungsort    | Distanz    | Zeit     | Bemerkung                                                |
| ------------- | ---- | -------------------------- | ----------------- | ---------- | -------- | -------------------------------------------------------- |
| 7. Apr. 2019  | 27   | Korschenbroicher City-Lauf | Korschenbroich    | 10 km      | 00:33:43 | 31. Int. Korschenbroicher City-Lauf – Elite-Lauf         |
| 17. März 2019 | 1    | Königsforst-Marathon       | Bergisch Gladbach | 21,0975 km | 01:14:31 | 45. Königsforst-Marathon                                 |
| 3. Feb. 2019  | 4    | Midwinter-Marathon         | Apeldoorn         | 10 mi      | 00:52:47 | Midwinter-Marathon – Decathlon Mini-Marathon (10 Meilen) |
| 20. Jan. 2019 | 1    | Annendaalloop              | Roerdalen         | 21,0975 km | 01:09:36 | 33. Annendaalloop Posterholt                             |

| Datum/Jahr    | Rang | Wettbewerb                 | Austragungsort        | Distanz    | Zeit     | Bemerkung                                                   |
| ------------- | ---- | -------------------------- | --------------------- | ---------- | -------- | ----------------------------------------------------------- |
| 29. Dez. 2018 | 1    | CVJM Silvesterlauf         | Netphen               | 10 km      | 00:33:02 | 40. Silvesterlauf „Rund um die Obernau“                     |
| 16. Dez. 2018 | 3    | Winterlauf Aachen          | Vichtbachtal – Aachen | 18 km      | 01:00:15 | 56. Aachener Winterlauf                                     |
| 14. Okt. 2018 | 3    | Essen-Marathon             | Essen                 | 42,195 km  | 02:29:47 | 56. innogy Marathon „Rund um den Baldeneysee“               |
| 16. Sep. 2018 | 1    | Rund um den Fühlinger See  | Köln                  | 21,0975 km | 01:10:39 | 30. Jubiläumslauf „Rund um den Fühlinger See“               |
| 9. Sep. 2018  | 12   | Münster-Marathon           | Münster               | 42,195 km  | 02:32:37 | 17. Volksbank Münster-Marathon (drittschnellster Deutscher) |
| 26. Aug. 2018 | 3    | Stadtlauf Berlin           | Berlin                | 21,0975 km | 01:09:43 | 10. SportScheck RUN Berlin                                  |
| 14. Juli 2018 | 4    | Ludwigsburger Citylauf     | Ludwigsburg           | 10 km      | 00:33:08 | 20. Ludwigsburger Citylauf                                  |
| 29. Apr. 2018 | 30   | Düsseldorf-Marathon        | Düsseldorf            | 42,195 km  | 02:27:54 | 16. Metro Marathon Düsseldorf; 17. Platz Marathon-DM 2018   |
| 15. Apr. 2018 | 27   | Korschenbroicher City-Lauf | Korschenbroich        | 10 km      | 00:31:18 | 30. Int. Korschenbroicher City-Lauf – Elite-Lauf            |
| 8. Apr. 2018  | 41   | Berliner Halbmarathon      | Berlin                | 21,0975 km | 01:11:05 | 38. Berliner Halbmarathon                                   |
| 4. März 2018  | 11   | Rund um das Bayer-Kreuz    | Leverkusen            | 10 km      | 00:31:27 | 37. Straßenlauf „Rund um das Bayerkreuz“                    |
| 4. Feb. 2018  | 7    | Midwinter-Marathon         | Apeldoorn             | 10 mi      | 00:54:03 | Midwinter-Marathon – Decathlon Mini-Marathon (10 Meilen)    |

| Datum/Jahr    | Rang | Wettbewerb                 | Austragungsort               | Distanz    | Zeit     | Bemerkung                                                   |
| ------------- | ---- | -------------------------- | ---------------------------- | ---------- | -------- | ----------------------------------------------------------- |
| 7. Okt. 2017  | 1    | Kustmarathon Zeeland       | Burgh-Haamstede – Zoutelande | 42,195 km  | 02:43:48 | 15. Kustmarathon Zeeland                                    |
| 1. Okt. 2017  | 1    | Kassel-Marathon            | Kassel                       | 42,195 km  | 02:27:39 | 11. EAM Kassel Marathon                                     |
| 23. Sep. 2017 | 3    | Rheinhöhenlauf             | Vettelschoß                  | 21,1 km    | 01:18:09 | 12. Rheinhöhenlauf                                          |
| 10. Sep. 2017 | 9    | Münster-Marathon           | Münster                      | 42,195 km  | 02:25:56 | 16. Volksbank Münster-Marathon (zweitschnellster Deutscher) |
| 9. Juli 2017  | 2    | Esslinger Zeitungslauf     | Esslingen am Neckar          | 10 km      | 00:34:13 | 18. Esslinger Zeitungslauf um den Sport-Flöss-Pokal 2017    |
| 7. Mai 2017   | 5    | Gutenberg-Marathon         | Mainz                        | 42,195 km  | 02:24:55 | 18. Gutenberg-Marathon Mainz (schnellster Deutscher)        |
| 9. Apr. 2017  | 15   | Hannover-Marathon          | Hannover                     | 21,0975 km | 01:08:05 | Deutsche Meisterschaften Halbmarathon 2017                  |
| 2. Apr. 2017  | 14   | Korschenbroicher City-Lauf | Korschenbroich               | 10 km      | 00:30:49 | 29. Int. Korschenbroicher City-Lauf – Elite-Lauf            |
| 19. März 2017 | 1    | Königsforst-Marathon       | Bergisch Gladbach            | 21,0975 km | 01:11:42 | 43. Königsforst-Marathon                                    |
| 5. Feb. 2017  | 8    | Midwinter-Marathon         | Apeldoorn                    | 25 km      | 01:22:34 | Midwinter-Marathon – Asselronde                             |

| Datum/Jahr    | Rang | Wettbewerb                 | Austragungsort     | Distanz    | Zeit     | Bemerkung                                        |
| ------------- | ---- | -------------------------- | ------------------ | ---------- | -------- | ------------------------------------------------ |
| 9. Okt. 2016  | 3    | Essen-Marathon             | Essen              | 42,195 km  | 02:30:57 | 54. innogy Marathon „Rund um den Baldeneysee“    |
| 17. Sep. 2016 | 1    | Rheinhöhenlauf             | Vettelschoß        | 21,1 km    | 01:12:06 | 11. Rheinhöhenlauf                               |
| 11. Sep. 2016 | 10   | Münster-Marathon           | Münster            | 42,195 km  | 02:31:49 | 15. Volksbank Münster-Marathon                   |
| 4. Sep. 2016  | 1    | Bochum-Halbmarathon        | Bochum             | 21,0975 km | 01:12:39 | Stadtwerke Halbmarathon Bochum                   |
| 16. Juli 2016 | 2    | Reschenseelauf             | Graun im Vinschgau | 15,3 km    | 00:50:29 | 17. Reschenseelauf – Giro Lago di Resia          |
| 22. Juni 2016 | 21   | Darmstädter Stadtlauf      | Darmstadt          | 7,6 km     | 00:24:01 | 39. Darmstädter Stadtlauf – Grand Prix Men       |
| 22. Mai 2016  | 2    | Ruhrmarathon               | Gelsenkirchen      | 42,195 km  | 02:29:35 | VIVAWEST-Marathon                                |
| 10. Apr. 2016 | 13   | Korschenbroicher City-Lauf | Korschenbroich     | 10 km      | 00:31:19 | 28. Int. Korschenbroicher City-Lauf – Elite-Lauf |
| 7. Feb. 2016  | 4    | Midwinter-Marathon         | Apeldoorn          | 25 km      | 01:22:33 | Midwinter-Marathon – Asselronde                  |

| Datum/Jahr    | Rang | Wettbewerb                 | Austragungsort       | Distanz    | Zeit     | Bemerkung                                                         |
| ------------- | ---- | -------------------------- | -------------------- | ---------- | -------- | ----------------------------------------------------------------- |
| 11. Okt. 2015 | 4    | Essen-Marathon             | Essen                | 42,195 km  | 02:29:29 | 53. RWE Marathon „Rund um den Baldeneysee“                        |
| 13. Sep. 2015 | 32   | Kopenhagen-Halbmarathon    | Kopenhagen           | 21,0975 km | 01:07:56 | 1. Copenhagen Half Marathon                                       |
| 26. Juli 2015 | 33   | Marvejols-Mende            | Marvejols – Mende    | 22,4 km    | 01:22:22 | Semi Marathon Marvejols-Mende                                     |
| 28. Juni 2015 | 2    | Trierer Stadtlauf          | Trier                | 21,0975 km | 01:09:51 | 32. Int. Trierer Stadtlauf                                        |
| 17. Mai 2015  | 1    | Regensburg-Marathon        | Regensburg           | 42,195 km  | 02:30:55 | 24. Regensburg-Marathon – Immobilien Zentrum Marathon             |
| 26. Apr. 2015 | 3    | Oberelbe-Marathon          | Königstein – Dresden | 42,195 km  | 02:27:41 | 18. VVO Oberelbe-Marathon                                         |
| 19. Apr. 2015 | 15   | Korschenbroicher City-Lauf | Korschenbroich       | 10 km      | 00:31:00 | 27. Int. Korschenbroicher City-Lauf – Elite-Lauf                  |
| 15. März 2015 | 1    | Nafplio-Marathon           | Nafplio              | 42,195 km  | 02:40:56 |                                                                   |
| 1. Feb. 2015  | 5    | Midwinter-Marathon         | Apeldoorn            | 10 mi      | 00:52:00 | Midwinter-Marathon – Hollander Techniek Mini-Marathon (10 Meilen) |
| 25. Jan. 2015 | 6    | Gran Canaria Maratón       | Las Palmas           | 42,195 km  | 02:30:28 | Cajasiete Gran Canaria Maratón                                    |
| 11. Jan. 2015 | 1    | Kevelaer-Marathon          | Kevelaer             | 42,195 km  | 02:36:31 | 13. LLG Kevelaer-Marathon                                         |

| Datum/Jahr    | Rang | Wettbewerb                   | Austragungsort         | Distanz    | Zeit     | Bemerkung                                        |
| ------------- | ---- | ---------------------------- | ---------------------- | ---------- | -------- | ------------------------------------------------ |
| 14. Dez. 2014 | 3    | Winterlauf Aachen            | Vichtbachtal – Aachen  | 18 km      | 00:59:18 | 52. Aachener Winterlauf                          |
| 16. Nov. 2014 | 1    | Maratón de Tenerife          | Santa Cruz de Tenerife | 42,195 km  | 02:34:23 | 1ª Edición Maratón de Tenerife                   |
| 12. Okt. 2014 | 3    | Essen-Marathon               | Essen                  | 42,195 km  | 02:28:36 | 52. RWE Marathon „Rund um den Baldeneysee“       |
| 20. Sep. 2014 | 2    | Rheinhöhenlauf               | Vettelschoß            | 21,1 km    | 01:14:36 | 9. Rheinhöhenlauf                                |
| 14. Sep. 2014 | 4    | Köln-Marathon                | Köln                   | 21,0975 km | 01:08:52 | RheinEnergie Marathon Köln                       |
| 29. Juni 2014 | 3    | Trierer Stadtlauf            | Trier                  | 21,0975 km | 01:09:01 | 31. Int. Trierer Stadtlauf                       |
| 18. Mai 2014  | 1    | Ruhrmarathon                 | Gelsenkirchen          | 42,195 km  | 02:29:08 | VIVAWEST-Marathon                                |
| 6. Apr. 2014  | 17   | Korschenbroicher City-Lauf   | Korschenbroich         | 10 km      | 00:31:11 | 26. Int. Korschenbroicher City-Lauf – Elite-Lauf |
| 30. März 2014 | 4    | Marathon Deutsche Weinstraße | Bockenheim             | 42,195 km  | 02:32:56 | 9. Marathon Deutsche Weinstraße                  |
| 2. Feb. 2014  | 2    | Midwinter-Marathon           | Apeldoorn              | 27,5 km    | 01:32:24 | Midwinter-Marathon – Helicon Asselronde          |

| Datum/Jahr    | Rang | Wettbewerb        | Austragungsort | Distanz    | Zeit     | Bemerkung                  |
| ------------- | ---- | ----------------- | -------------- | ---------- | -------- | -------------------------- |
| 27. Okt. 2013 | 1    | Lausanne-Marathon | Lausanne       | 42,195 km  | 02:29:02 | 21. Lausanne-Marathon      |
| 13. Okt. 2013 | 6    | Köln-Marathon     | Köln           | 21,0975 km | 01:09:17 | RheinEnergie Marathon Köln |
| 21. Sep. 2013 | 2    | Rheinhöhenlauf    | Vettelschoß    | 21,1 km    | 01:14:00 | 8. Rheinhöhenlauf          |
| 30. Juni 2013 | 4    | Trierer Stadtlauf | Trier          | 21,0975 km | 01:12:05 | 30. Int. Trierer Stadtlauf |

| Datum/Jahr    | Rang | Wettbewerb                 | Austragungsort | Distanz    | Zeit     | Bemerkung                                             |
| ------------- | ---- | -------------------------- | -------------- | ---------- | -------- | ----------------------------------------------------- |
| 24. Juni 2012 | 2    | Trierer Stadtlauf          | Trier          | 21,0975 km | 01:13:18 | 29. Int. Trierer Stadtlauf                            |
| 30. Apr. 2012 | 7    | Roermond City Run          | Roermond       | 10 mi      | 00:55:15 | Rabobank Roermond City Run (10 Meilen)                |
| 22. Apr. 2012 | 22   | Korschenbroicher City-Lauf | Korschenbroich | 10 km      | 00:31:32 | 24. Int. Korschenbroicher City-Lauf – Elite-Lauf      |
| 5. Feb. 2012  | 2    | Midwinter-Marathon         | Apeldoorn      | 18,5 km    | 01:00:18 | Midwinter-Marathon – Hollander Techniek Mini-Marathon |

| Datum/Jahr    | Rang | Wettbewerb                            | Austragungsort | Distanz    | Zeit     | Bemerkung                                             |
| ------------- | ---- | ------------------------------------- | -------------- | ---------- | -------- | ----------------------------------------------------- |
| 5. Juni 2011  | 3    | Łódź-Marathon                         | Łódź           | 42,195 km  | 02:23:30 | DOZ Maraton Łódź                                      |
| 8. Mai 2011   | 2    | Halbmarathon München                  | München        | 21,0975 km | 01:07:25 | Münchner Halbmarathon                                 |
| 17. Apr. 2011 | 5    | Deutsche Halbmarathon-Meisterschaften | Griesheim      | 21,0975 km | 01:05:39 | 35. Deutsche Straßenlaufmeisterschaften Halbmarathon  |
| 10. Apr. 2011 | 7    | Korschenbroicher City-Lauf            | Korschenbroich | 10 km      | 00:29:54 | 23. Int. Korschenbroicher City-Lauf – Elite-Lauf      |
| 27. März 2011 | 15   | Venloop                               | Venlo          | 21,0975 km | 01:06:30 | 6. Venloop                                            |
| 13. März 2011 | 5    | Rund um das Bayer-Kreuz               | Leverkusen     | 10 km      | 00:30:53 | 30. Straßenlauf „Rund um das Bayerkreuz“              |
| 6. Feb. 2011  | 1    | Midwinter-Marathon                    | Apeldoorn      | 18,5 km    | 01:00:47 | Midwinter-Marathon – Hollander Techniek Mini-Marathon |

| Datum/Jahr    | Rang | Wettbewerb              | Austragungsort    | Distanz    | Zeit     | Bemerkung                                |
| ------------- | ---- | ----------------------- | ----------------- | ---------- | -------- | ---------------------------------------- |
| 12. Dez. 2010 | 1    | Calvià-Marathon         | Calvià            | 42,195 km  | 02:22:31 | Maratón de Calvià                        |
| 31. Okt. 2010 | 37   | Frankfurt-Marathon      | Frankfurt am Main | 42,195 km  | 02:24:40 | 30. Commerzbank Frankfurt Marathon       |
| 3. Okt. 2010  | 6    | Köln-Marathon           | Köln              | 21,0975 km | 01:06:50 | RheinEnergie Marathon Köln               |
| 28. März 2010 | 27   | Berliner Halbmarathon   | Berlin            | 21,0975 km | 01:09:58 | 30. Berliner Halbmarathon                |
| 21. März 2010 | 26   | Venloop                 | Venlo             | 21,0975 km | 01:07:01 | 5. Venloop                               |
| 7. März 2010  | 2    | Rund um das Bayer-Kreuz | Leverkusen        | 10 km      | 00:30:46 | 29. Straßenlauf „Rund um das Bayerkreuz“ |
| 28. Feb. 2010 | 7    | Limassol-Marathon       | Limassol          | 42,195 km  | 02:22:26 | 5. Limassol Marathon GSO                 |

| Datum/Jahr    | Rang | Wettbewerb              | Austragungsort | Distanz    | Zeit     | Bemerkung                                             |
| ------------- | ---- | ----------------------- | -------------- | ---------- | -------- | ----------------------------------------------------- |
| 13. Dez. 2009 | 1    | Calvià-Marathon         | Calvià         | 42,195 km  | 02:21:34 | Maratón de Calvià                                     |
| 22. Nov. 2009 | 11   | Valencia-Halbmarathon   | Valencia       | 21,0975 km | 01:05:56 | 19. Medio Maratón de Valencia Trinidad Alfonso        |
| 4. Okt. 2009  | 1    | Köln-Marathon           | Köln           | 21,0975 km | 01:07:14 | RheinEnergie Marathon Köln                            |
| 26. Sep. 2009 | 2    | Rheinhöhenlauf          | Vettelschoß    | 21,1 km    | 01:09:15 | 4. Rheinhöhenlauf                                     |
| 15. Aug. 2009 | 5    | Danzig-Marathon         | Danzig         | 42,195 km  | 02:24:29 | 15. Maraton Solidarności Gdańsk                       |
| 3. Mai 2009   | 22   | Düsseldorf-Marathon     | Düsseldorf     | 42,195 km  | 02:42:58 | 7. Metro Marathon Düsseldorf                          |
| 19. Apr. 2009 | 5    | Dębno-Marathon          | Dębno          | 42,195 km  | 02:17:01 | 36. Maraton Dębno; 3. Platz polnische Meisterschaften |
| 22. März 2009 | 8    | Venloop                 | Venlo          | 21,0975 km | 01:04:59 | 4. Venloop                                            |
| 1. März 2009  | 4    | Rund um das Bayer-Kreuz | Leverkusen     | 10 km      | 00:29:54 | 28. Straßenlauf „Rund um das Bayerkreuz“              |
| 1. Feb. 2009  | 2    | Midwinter-Marathon      | Apeldoorn      | 27,5 km    | 01:29:55 | Midwinter-Marathon – Asselronde                       |
| 25. Jan. 2009 | 2    | Abdijcross              | Kerkrade       | 9,5 km     | 00:30:23 | Crosslauf                                             |

| Datum/Jahr    | Rang | Wettbewerb                       | Austragungsort | Distanz    | Zeit     | Bemerkung                               |
| ------------- | ---- | -------------------------------- | -------------- | ---------- | -------- | --------------------------------------- |
| 14. Dez. 2008 | 1    | Calvià-Marathon                  | Calvià         | 42,195 km  | 02:24:44 | Maratón de Calvià                       |
| 16. Nov. 2008 | 17   | Zevenheuvelenloop                | Nijmegen       | 15 km      | 00:46:40 | 25. Zevenheuvelenloop                   |
| 7. Sep. 2008  | 11   | Piła-Halbmarathon                | Piła           | 21,0975 km | 01:07:32 | 18. PHILIPS Halbmarathon                |
| 4. Juli 2008  | 9    | Polnische Meisterschaften 5000 m | Stettin        | 5000 m     | 00:14:19 |                                         |
| 4. Mai 2008   | 5    | Hannover-Marathon                | Hannover       | 42,195 km  | 02:22:36 | 18. TUIfly Hannover Marathon            |
| 27. Jan. 2008 | 9    | Marrakesch-Marathon              | Marrakesch     | 42,195 km  | 02:18:26 | 19. Marathon International de Marrakech |

| Datum/Jahr    | Rang | Wettbewerb               | Austragungsort | Distanz    | Zeit     | Bemerkung                                    |
| ------------- | ---- | ------------------------ | -------------- | ---------- | -------- | -------------------------------------------- |
| 9. Sep. 2007  | 2    | Albuquerque-Halbmarathon | Albuquerque    | 21,0975 km | 01:06:48 | 4th Annual NM Chips and Salsa Half Marathon  |
| 10. Aug. 2007 | 6    | San Diego-Halbmarathon   | San Diego      | 21,0975 km | 01:08:22 | 30th America’s Finest City Half Marathon     |
| 10. Juni 2007 | 1    | Jurajski-Halbmarathon    | Zabierzów      | 21,0975 km | 01:07:59 | III Jurajski Półmaraton                      |
| 15. Apr. 2007 | 10   | Dębno-Marathon           | Dębno          | 42,195 km  | 02:24:08 | 34. Maraton Dębno; Polnische Meisterschaften |
| 17. März 2007 | 1    | Nashville-Halbmarathon   | Nashville      | 21,0975 km | 01:05:21 | 13th Annual Gupton Jeep Tom King Classic     |
| 18. Feb. 2007 | 12   | Tokio-Marathon           | Tokio          | 42,195 km  | 02:19:39 | Tōkyō Marason                                |
| 28. Jan. 2007 | 11   | Austin-Halbmarathon      | Austin (Texas) | 21,0975 km | 01:04:02 | 3M Half Marathon                             |
| 14. Jan. 2007 | 18   | Houston-Marathon         | Houston        | 42,195 km  | 02:21:42 | Chevron Houston Marathon                     |

| Datum/Jahr    | Rang | Wettbewerb                         | Austragungsort | Distanz    | Zeit     | Bemerkung                                |
| ------------- | ---- | ---------------------------------- | -------------- | ---------- | -------- | ---------------------------------------- |
| 5. Nov. 2006  | 2    | Dallas-Halbmarathon                | Dallas         | 21,0975 km | 01:06:45 | 31th Annual DRC Half Marathon            |
| 10. Sep. 2006 | 8    | Piła-Halbmarathon                  | Piła           | 21,0975 km | 01:05:30 | 16. PHILIPS Halbmarathon                 |
| 13. Aug. 2006 | 2    | Žebrácká pětadvacítka              | Žebrák         | 25 km      | 01:19:56 |                                          |
| 11. Juni 2006 | 2    | Jurajski-Halbmarathon              | Zabierzów      | 21,0975 km | 01:08:11 | II Jurajski Półmaraton                   |
| 8. Mai 2006   | 2    | Pardubice-Halbmarathon             | Pardubice      | 21,0975 km | 01:06:47 | Pardubický vinařský půlmaraton           |
| 6. Mai 2006   | 6    | Polnische Meisterschaften 10.000 m | Międzyzdroje   | 10.000 m   | 00:30:14 |                                          |
| 18. März 2006 | 2    | Nashville-Halbmarathon             | Nashville      | 21,0975 km | 01:06:36 | 12th Annual Gupton Jeep Tom King Classic |
| 19. Feb. 2006 | 3    | Austin-Marathon                    | Austin (Texas) | 42,195 km  | 02:14:16 | Freescale Semiconductor Austin Marathon  |
| 29. Jan. 2006 | 4    | Austin-Halbmarathon                | Austin (Texas) | 21,0975 km | 01:03:08 | 3M Half Marathon                         |